# Casa A. V. Peters
La Casa AV Peters, también conocida como la Casa Peters-Liston-Wintermeier, ubicada en Eugene, Oregón, Estados Unidos, es una casa incluida en el Registro Nacional de Lugares Históricos.  La casa fue construida alrededor de 1870 para el comerciante Andrew Vincent Peters y su esposa Mary Elizabeth "Lizzy" (Shaw) Peters en la esquina sureste de las calles 10th y Pearl (661 Pearl Street era la dirección original), y se trasladó a su ubicación actual en 1912. A1 1⁄2Aproximadamente al mismo tiempo, también se trasladó a la propiedad una cochera de 1890  pisos. Considerada uno de los mejores ejemplos del estilo gótico rural de Oregón, la casa se construyó utilizando un diseño de un libro de patrones de Henry W. Cleaveland  publicado en 1856. Otro libro de modelos, Woodward's National Architect, publicado en 1869, también se utilizó como referencia para algunos de los elementos decorativos de la casa. La casa cuenta con revestimiento de tablas y listones, detalles de balcones con volutas y aleros con ménsulas que sostienen el techo de pendiente pronunciada. La casa fue nominada para el Registro Nacional de Lugares Históricos por su propietario en marzo de 1980, y se incluyó en el Registro en octubre de ese mismo año.